# Jirō Kumagai (boxe anglaise)
Pour les articles homonymes, voir Kumagai.
Jirō Kumagai (熊谷二郎) est un ancien boxeur professionnel japonais né le 8 avril 1909 dans la préfecture d'Aomori et mort en 1943.

## Biographie
Jirō Kumagai naît en 1909, dans le village de Nishimeya (préfecture d'Aomori), au Japon. Il rejoint le club national de boxe en 1926 et se fait immédiatement remarquer en remportant la première édition du championnat national amateur.
Kumagai fait ses débuts professionnels en 1929 aux États-Unis et affronte en février 1930 le futur champion du monde Barney Ross. Il s'incline en quatre rounds au Recreation Park de San Francisco.
Une fois rentré au pays, il gagne en popularité en enchaînant les victoires contre notamment Sueo Hirakawa, Bobby Wills, Tatsurō Uemura et Toyō Satō. C'est lors de ce combat contre Bobby Wills le 27 janvier 1931 que le nom de Kumagai prend une tout autre ampleur. En effet, plus personne ne souhaitait affronter le philippin depuis son coup meurtrier contre Nobuo Kobayashi le 29 août 1930, au bout d'une minute trente du 8e round. Kumagai relève ce défi et s'impose par KO, gagnant alors le titre de «Dieu de la boxe».
Il s'affronteront encore quatre fois jusqu'en septembre de cette même année 1931, avec deux victoires pour Kumagai (une au troisième round par KO, l'autre par décision de l'arbitre au dixième round), une défaite au troisième round et une interruption du combat lors du 6e round du dernier combat. Ils se rencontreront six fois jusqu'au 14 février 1934, avec toujours une salle pleine à craquer pour voir à chaque fois Kumagai s'imposer.
Son travail de livreur de journaux et ses heures à tirer son pousse-pousse ont façonné son jeu de jambe et lui ont conféré une endurance impressionnante. Quelques années après sa retraite, il se rend en Mandchourie et est frappé par le typhus. Après onze combats, huit ans de carrière professionnelle et un titre en amateur, il décède des suites de la maladie en 1943.